# Ikspiari
Ikspiari (イクスピアリ, Ikusupiari) is een winkel-, eet- en entertainmentcomplex in Tokyo Disney Resort in Urayasu, dicht bij Tokio, Japan. Het is eigendom van en wordt beheerd door The Oriental Land Company. Het is de Japanse variant van Downtown Disney, dat in het Walt Disney World Resort ligt.
Het complex kan worden bereikt door middel van de Disney Resort Line, de monorail service van Tokyo Disney Resort, en de auto. Het is populair bij de lokale bevolking en bij internationale toeristen die de themaparken Tokyo Disneyland en Tokyo DisneySea bezoeken.
- Restaurants
  - The Queen Alice
  - Planet Hollywood
  - Rainforest Cafe
  - Sukiyaki Ningyo-cho Imahan
  - Sushi Tsukizi Tama Sushi
  - Seiryu Mon
- Cafés en bars
  - Pastel Desserts
  - Pierre Herme
  - Godiva English Chocolaterie
  - Sembikiya
  - Asakusa Umezono
- Mode
  - The Gap
  - Diesel
  - Paul Smith
- Entertainment
  - Cinema Ikspiari
  - Shin-sei do (cd/dvd-shop)
  - The Disney Store